# Suzanne Lenglen
Suzanne Rachel Flore Lenglen (uttalat [lɑ̃'glɛn]), född 24 maj 1899 i Compiègne, död 4 juli 1938 i Paris, var en legendarisk fransk tennisspelerska. Lenglen är en av tidernas främsta kvinnliga tennisspelare och fick tillnamnet "den gudomliga". Under sin amatörtid, först nästan uteslutande som aktiv i hemlandet perioden 1915–1919 och därefter som internationell stjärna fram till sommaren 1926, var hon praktiskt taget oslagbar oavsett underlag. Hon rankades som världsetta bland amatörer 1925–1926 och var tillsammans med amerikanen Bill Tilden den första stora internationella tennisstjärnan. 
Lenglen upptogs postumt 1978 i International Tennis Hall of Fame.

## Tenniskarriären

### Amatörtiden
Suzanne Lenglen var första gången 1914 i final i den nationella franska mästerskapsturneringen som spelades i Paris. Hon förlorade den mot den dåvarande franska ettan, Marguerite Broquedis med 7-5, 4-6, 3-6. Redan inom en månad, just 15 år fyllda, vann hon sin första titel i den internationella turneringen World Hard Court Championships (se Franska öppna) som också spelades i Paris. Därefter förlorade hon under sin amatörtid efter 1915 endast en singelmatch i större tävlingssammanhang, vilket skedde i andra omgången i Amerikanska mästerskapen 1921. I samband med kraftiga hostattacker på grund av kikhosta var hon tvungen att ge upp mot norsk-amerikanska elitspelaren Molla Mallory, efter att ha förlorat det första setet.
Suzanne Lenglen vann singeltiteln i Wimbledonmästerskapen 6 gånger, varav fem gånger i följd 1919–1923. Sin första Wimbledontitel (1919) vann hon genom att finalbesegra den sjufaldiga mästarinnan Dorothea Chambers. Hon innehar ett sannolikt oslagbart rekord i damsingel då hon i Wimbledonmästerskapen 1925 i tre av matcherna vann med 6-0, 6-0. Hon tog ytterligare två Grand Slam-titlar i singel, båda efter 1925 i de då internationella Franska mästerskapen (hon vann dessutom fyra singeltitlar i de slutna Franska mästerskapen och ytterligare tre titlar i World Hard Court Championships (1921–1923)) och tog också OS-guld i singel (finalseger över brittiskan Dorothy Holman) och mixed dubbel i de Olympiska sommarspelen 1920, den senare titeln tillsammans med landsmannen Max Decugis. Sina två dubbeltitlar i de internationella Franska mästerskapen 1925 och 1926 vann hon tillsammans med landsmaninnan Julie Vlasto.

### Proffstiden
Mot slutet av sin amatörtid blev Suzanne Lenglen allt mer sliten och hon drabbades ofta av känsloutbrott både på och utanför banan. Efter att ha missförstått klockslaget för en av sina matcher i Wimbledonmästerskapen 1926, och därvid ofrivilligt låtit den bland publiken sittande engelska drottningen vänta i över en timme, drog hon sig ur turneringen och spelade därefter inte en enda amatörmatch. 
Suzanne Lenglen skrev som första tennisspelare överhuvudtaget på ett proffskontrakt sommaren 1926 för Charles C. Pyle. Som professionell spelare var hon visserligen framgångsrik under det följande året och förlorade inte en enda av de 38 matcher hon spelade mot amerikanskan Mary Browne, men hon slutade med allt offentligt tennisspel redan efter en proffssäsong. Hon tillbringade resten av sitt liv i Paris där hon öppnade en tennisskola och fungerade som tennistränare. Hon gjorde aldrig något come back-försök och 11 år senare avled hon, sannolikt i ett skov av akut leukemi.

## Tennisspelaren och personen
Suzanne Lenglen fick redan som 10-åring en racket av sin far som sedan målmedvetet satsade att göra sin något bräckliga dotter till tennisstjärna. Hon drevs sedan genom hård daglig träning framåt av sin krävande och strängt kritiske far. Detta resulterade visserligen i att Suzanne snabbt förkovrade sig i tennisspel, men överkraven bidrog till att hon ofta fick nervösa utbrott om hon missade några bollar i rad. Under sin karriär kunde hon aldrig med att förlora, detta innebar dock att hon också hade svårt att uppleva glädjen i att vinna.
Det sägs att hon hade klassiska rytmiska grundslag som hon utförde med lätthet och grace. Hon hade också en extremt god bollkontroll och gjorde ytterst få misstag. Hon var alltid rätt placerad i banan för att möta bollen. Den amerikanska tennisspelaren Helen Wills som förlorade mot Suzanne Lenglen i en match i Cannes 1926, beskrev sina intryck av Lenglens spel i en av sina böcker. Wills var imponerad över Lenglens osvikligt säkra grundslag och förmåga att returnera praktiskt taget alla bollar. Däremot tyckte hon inte att Lenglen hade särskilt hårda grundslag. Matchen beskrivs också i detalj i en bok om Lenglen skriven 1926 av den franske författaren Claude Anet.

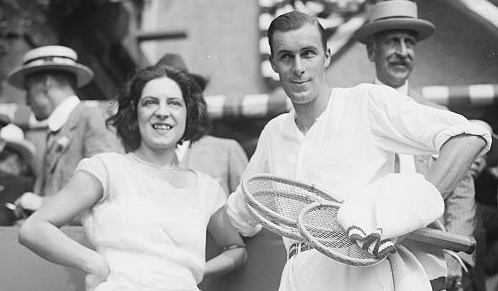
Suzanne Lenglen (1899 -1938) och Bill Tilden (1893-1953)

Suzanne Lenglen hade en karismatisk personlighet vilket gjorde henne populär framförallt i sitt hemland men också i övriga Europa. Möjligen hade hon svårare att vinna publikens gunst i USA. Hon bröt mot den tidens klädmode som för damer i sportsammanhang föreskrev lång kjol och långa ärmar samt helst korsett. För att öka sin rörlighet och snabbhet på banan klädde hon sig istället i halvlång kjol och kortärmad, urringad överdel. Chockerande var också att hon i vilan mellan set brukade stärka sig med cognac.
Suzanne Lenglen skrev böckerna Lawn tennis (1925), Lawn tennis for girls (1930) och Tennis by simple exercises (1937).

## Sjukdom och död
I juni 1938 diagnostiserades Lenglen med leukemi och bara tre veckor senare blev hon blind. I början av juli 1938 skrev den franska pressen att Lenglen hade blivit extremt utmattad. Några dagar senare, den 4 juli 1938, dog hon av perniciös anemi. 

## Grand Slam-titlar, singel (8)
| År   | Mästerskap               | Finalmotståndare        | Setsiffror     |
| 1919 | Wimbledonmästerskapen    | Dorothea Douglass       | 10-8, 4-6, 9-7 |
| 1920 | Wimbledon (2)            | Dorothea Douglass       | 6-3, 6-0       |
| 1921 | Wimbledon (3)            | Elizabeth Ryan          | 6-2, 6-0       |
| 1922 | Wimbledon (4)            | Molla Mallory           | 6-2, 6-0       |
| 1923 | Wimbledon (5)            | Kathleen McKane Godfree | 6-2, 6-2       |
| 1925 | Franska mästerskapen     | Kathleen McKane Godfree | 6-1, 6-2       |
| 1925 | Wimbledon (6)            | Joan Fry                | 6-2, 6-0       |
| 1926 | Franska mästerskapen (2) | Mary Browne             | 6-1, 6-0       |

## Övriga Grand Slam-titlar
- Franska mästerskapen
  - singel – ("slutna" mästerskap: 1920, 1921, 1922, 1923)  1925, 1926
  - dubbel – ("slutna mästerskap: 1920, 1921, 1922, 1923) 1925, 1926
  - mixed dubbel – ("slutna" mästerskap: 1914, 1920, 1921, 1922, 1923) 1925, 1926
- Wimbledonmästerskapen
  - dubbel – 1919, 1920, 1921, 1922, 1923, 1925
  - mixed dubbel – 1920, 1922, 1925